# Dżem Symfonicznie
Symfonicznie – box koncertowy Dżemu wydany 5 października 2012. Jest zapisem koncertu zespołu z udziałem Poznańskiego Chóru Kameralnego oraz Poznańskiej Orkiestry Symfonicznej Le Quattro Stagioni pod dyrekcją Andrzeja Marko i Tadeusza Żmijewskiego, zarejestrowanego 25 i 26 listopada 2011 w Domu Muzyki i Tańca w Zabrzu.
Box wydano w dwóch wersjach:
- Blu-ray i 3CD
- 2DVD i 3CD

Artyści zaprezentowali swoje utwory w wersji symfonicznej w aranżacji Andrzeja Marko. Zestaw zawiera dwadzieścia cztery utwory pochodzące z niemal wszystkich płyt zespołu – począwszy od pierwszej małej (z dwoma najstarszymi przebojami – „Złotym pawiem” i „Whisky”), a skończywszy na dwóch ostatnich dużych (z dwoma przebojami najnowszymi – „Do kołyski” i „Partyzantem”). Wydawca: Agencja Koncertowa Leszek Martinek.
Nagrania uzyskały certyfikat złotej płyty DVD.

## Lista utworów

### Blu-ray
1. „Złoty paw” - (Adam Otręba, Andrzej Urny - Ryszard Riedel, Kazimierz Gayer)
2. „Do przodu” - (Maciej Balcar - Maciej Balcar)
3. „Szara mgła” - (Beno Otręba - Maciej Balcar)
4. „Kim jestem, jestem sobie” – (Jerzy Styczyński, Ryszard Riedel - Ryszard Riedel)
5. „Ćma Barowa” – (Beno Otręba, Jerzy Styczyński - Maciej Balcar)
6. „Gorszy dzień” – (Beno Otręba - Maciej Balcar)
7. „W drodze do nieba” – (Paweł Berger - Maciej Balcar)
8. „Wokół sami lunatycy” – (Jerzy Styczyński, Ryszard Riedel - Ryszard Riedel)
9. „Strach” - (Beno Otręba - Maciej Balcar)
10. „List do M.” – (Beno Otręba - Ryszard Riedel, Dorota Zawiesieńko)
11. „Słoneczny dzionek w Pewli Wielkiej” (sama orkiestra) – (Beno Otręba)
12. „A jednak czegoś żal” – (Adam Otręba - Ryszard Riedel)
13. „Partyzant” – (Zbigniew Szczerbiński - Maciej Balcar)
14. „Do kołyski” – (Jerzy Styczyński - Maciej Balcar)
15. „Jak malowany ptak” – (Jerzy Styczyński - Dariusz Dusza)
16. „Wehikuł czasu - to byłby cud” – (Adam Otręba - Ryszard Riedel)
17. „Modlitwa III - pozwól mi” – (Paweł Berger - Ryszard Riedel)
18. „Skazany na bluesa” – (Dżem - Ryszard Riedel)
19. „Harley mój” – (Dżem - Ryszard Riedel)
20. „Naiwne pytania” – (Beno Otręba - Ryszard Riedel)
21. „Autsajder” – (Beno Otręba - Mirosław Bochenek)
22. „Whisky” – (Adam Otręba, Ryszard Riedel - Ryszard Riedel, Kazimierz Gayer)
23. „Czerwony jak cegła” – (Ryszard Riedel, Jerzy Styczyński - Kazimierz Galaś)
24. „Sen o Victorii” – (Paweł Berger - Ryszard Riedel)

dodatki
Reportaż: wywiady z zespołem
fotogaleria

### DVD 1
1. „Złoty paw” - (Adam Otręba, Andrzej Urny - Ryszard Riedel, Kazimierz Gayer)
2. „Do przodu” - (Maciej Balcar - Maciej Balcar)
3. „Szara mgła” - (Beno Otręba - Maciej Balcar)
4. „Kim jestem, jestem sobie” – (Jerzy Styczyński, Ryszard Riedel - Ryszard Riedel)
5. „Ćma Barowa” – (Beno Otręba, Jerzy Styczyński - Maciej Balcar)
6. „Gorszy dzień” – (Beno Otręba - Maciej Balcar)
7. „W drodze do nieba” – (Paweł Berger - Maciej Balcar)
8. „Wokół sami lunatycy” – (Jerzy Styczyński, Ryszard Riedel - Ryszard Riedel)
9. „Strach” - (Beno Otręba - Maciej Balcar)
10. „List do M.” – (Beno Otręba - Ryszard Riedel, Dorota Zawiesieńko)
11. „Słoneczny dzionek w Pewli Wielkiej” (sama orkiestra) – (Beno Otręba)

dodatki
Reportaż: wywiady z zespołem
fotogaleria

### DVD 2
1. „A jednak czegoś żal” – (Adam Otręba - Ryszard Riedel)
2. „Partyzant” – (Zbigniew Szczerbiński - Maciej Balcar)
3. „Do kołyski” – (Jerzy Styczyński - Maciej Balcar)
4. „Jak malowany ptak” – (Jerzy Styczyński - Dariusz Dusza)
5. „Wehikuł czasu - to byłby cud” – (Adam Otręba - Ryszard Riedel)
6. „Modlitwa III - pozwól mi” – (Paweł Berger - Ryszard Riedel)
7. „Skazany na bluesa” – (Dżem - Ryszard Riedel)
8. „Harley mój” – (Dżem - Ryszard Riedel)
9. „Naiwne pytania” – (Beno Otręba - Ryszard Riedel)
10. „Autsajder” – (Beno Otręba - Mirosław Bochenek)
11. „Whisky” – (Adam Otręba, Ryszard Riedel - Ryszard Riedel, Kazimierz Gayer)
12. „Czerwony jak cegła” – (Ryszard Riedel, Jerzy Styczyński - Kazimierz Galaś)
13. „Sen o Victorii” – (Paweł Berger - Ryszard Riedel)

### CD 1
1. „Złoty paw” - (Adam Otręba, Andrzej Urny - Ryszard Riedel, Kazimierz Gayer)
2. „Do przodu” - (Maciej Balcar - Maciej Balcar)
3. „Szara mgła” - (Beno Otręba - Maciej Balcar)
4. „Kim jestem, jestem sobie” – (Jerzy Styczyński, Ryszard Riedel - Ryszard Riedel)
5. „Ćma Barowa” – (Beno Otręba, Jerzy Styczyński - Maciej Balcar)
6. „Gorszy dzień” – (Beno Otręba - Maciej Balcar)
7. „W drodze do nieba” – (Paweł Berger - Maciej Balcar)
8. „Wokół sami lunatycy” – (Jerzy Styczyński, Ryszard Riedel - Ryszard Riedel)
9. „Strach” - (Beno Otręba - Maciej Balcar)
10. „List do M.” – (Beno Otręba - Ryszard Riedel, Dorota Zawiesieńko)

### CD 2
1. „Słoneczny dzionek w Pewli Wielkiej” (sama orkiestra) – (Beno Otręba)
2. „A jednak czegoś żal” – (Adam Otręba - Ryszard Riedel)
3. „Partyzant” – (Zbigniew Szczerbiński - Maciej Balcar)
4. „Do kołyski” – (Jerzy Styczyński - Maciej Balcar)
5. „Jak malowany ptak” – (Jerzy Styczyński - Dariusz Dusza)
6. „Wehikuł czasu - to byłby cud” – (Adam Otręba - Ryszard Riedel)
7. „Modlitwa III - pozwól mi” – (Paweł Berger - Ryszard Riedel)

### CD 3
1. „Skazany na bluesa” – (Dżem - Ryszard Riedel)
2. „Harley mój” – (Dżem - Ryszard Riedel)
3. „Naiwne pytania” – (Beno Otręba - Ryszard Riedel)
4. „Autsajder” – (Beno Otręba - Mirosław Bochenek)
5. „Whisky” – (Adam Otręba, Ryszard Riedel - Ryszard Riedel, Kazimierz Gayer)
6. „Czerwony jak cegła” – (Ryszard Riedel, Jerzy Styczyński - Kazimierz Galaś)
7. „Sen o Victorii” – (Paweł Berger - Ryszard Riedel)

## Skład
- Maciej Balcar – śpiew, harmonijka
- Janusz Borzucki – instrumenty klawiszowe
- Adam Otręba – gitara
- Beno Otręba – gitara basowa
- Jerzy Styczyński – gitara
- Zbigniew Szczerbiński – perkusja

oraz
- Orkiestra Symfoniczna Le Quattro Stagioni pod dyrekcją Andrzeja Marko i Tadeusza Żmijewskiego
- Poznański Chór Kameralny